# Пригодницькі перегони

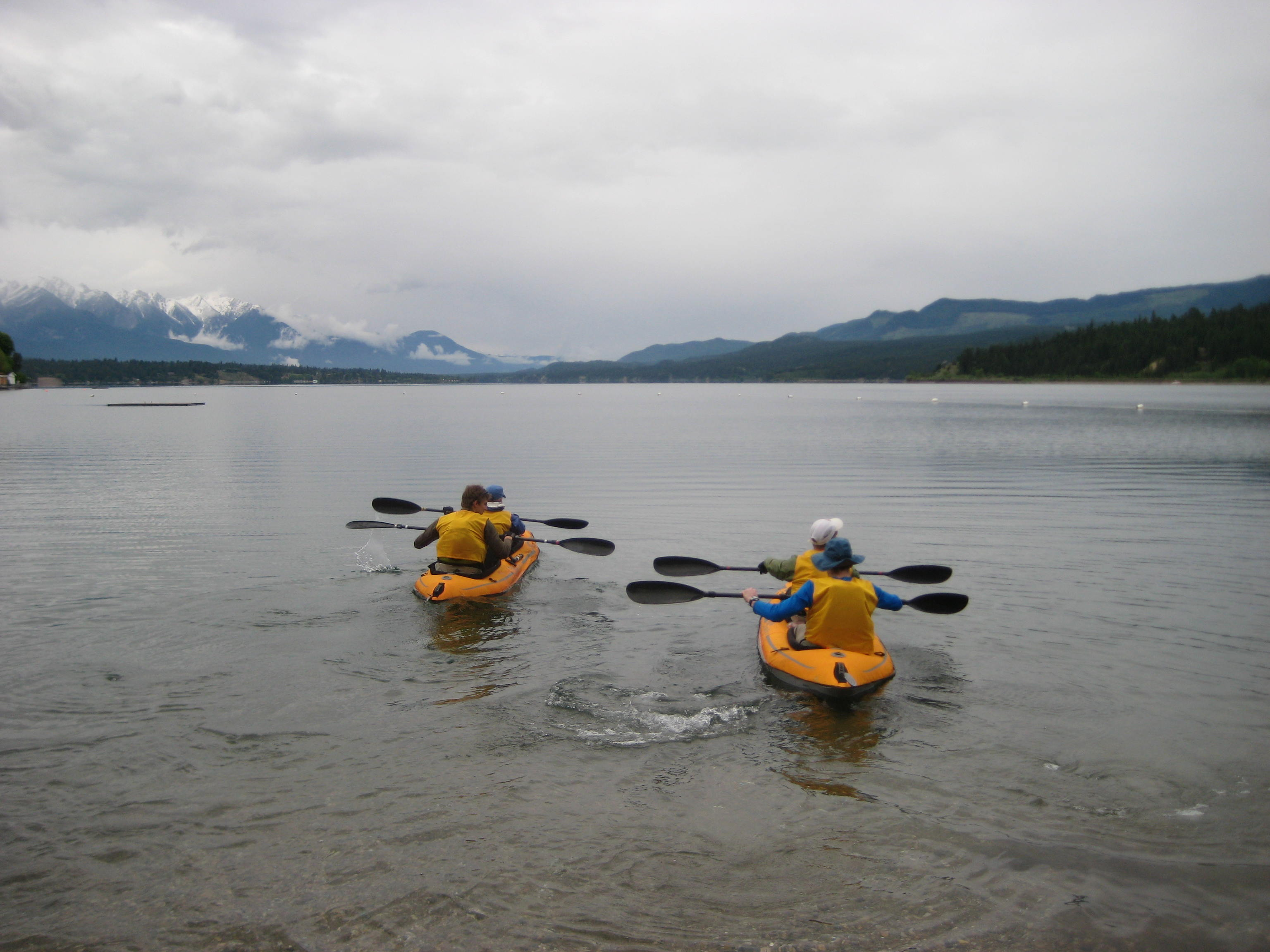
Команда Wild Rose вирушає на ділянку веслування під час повного місяця в червні 2009 року, Panorama Mountain Village

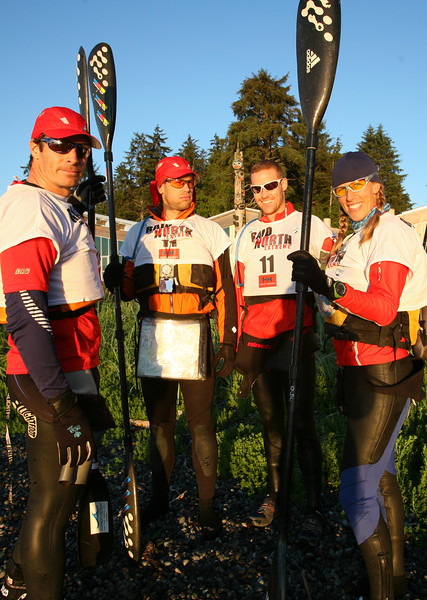
Команда Intrepid Travel на стартовій лінії Raid the North Extreme Prince Rupert & Haida Gwaii, BC, 2007

Пригодницькі перегони (також звані експедиційними гонками) — це, як правило, міждисциплінарний командний вид спорту, який включає навігацію непозначеною дикою місцевістю з тривалістю від двох годин до двох тижнів. Деякі гонки також пропонують сольні змагання. Основні дисципліни пригодницьких перегонів включають трекінг, катання на гірських велосипедах і веслування, хоча перегони можуть включати безліч інших дисциплін, включаючи скелелазіння, спуск на канаті, верхову їзду, катання на лижах і рафтинг. Команди, як правило, відрізняються за статтю та розміром від двох до п’яти учасників, однак основним форматом вважаються команди змішаної статі з чотирьох гонщиків. Зазвичай під час перегонів годинник не зупиняється, незалежно від тривалості; час змагань, що минув, збігається з реальним часом, і учасники повинні вибрати, чи відпочити чи коли.

## Походження
Коріння пригодницьких перегонів сягає глибокої давнини, але походження сучасного формату цих змагань залишається предметом дискусій. Деякі вважають дводенний міжнародний гірський марафон Karrimor, що вперше відбувся у 1968 році, початком сучасних пригодницьких перегонів. Учасники цього марафону змагалися в командах по дві особи, долаючи гірську місцевість та маючи при собі все необхідне для подолання дистанції, еквівалентної марафону подвійної довжини.
У 1980 році в Новій Зеландії відбувся Alpine Ironman. Індивідуальні учасники бігли, веслували та каталися на лижах до далекого фінішу. Пізніше того ж року творець Alpine Ironman Робін Джадкінс запустив більш відому гонку від узбережжя до узбережжя. Це включало більшість елементів сучасних пригодницьких гонок: біг по трасі, їзду на велосипеді та веслування. Австралійський дводенний забіг WildTrek проходив з 1981 по 2005 рік.
Незалежно від цього в 1982 році дебютувала перша пригодницька гонка довжиною в експедицію, тижнева північноамериканська подія під назвою Alaska Mountain Wilderness Classic. Він передбачав подорожі пустелею — без доріг, без в’ючних тварин і без команди підтримки, яка б перевозила їжу та спорядження від початку до кінця — з менш ніж 50 з його 150-мильної довжини по стежці. Це триває і сьогодні, змінюючи курси кожні три роки.

## Сучасні пригодницькі гонки
У 1989 році настала сучасна ера пригодницьких перегонів, коли Джеральд Фузіл запустив Raid Gauloises у Новій Зеландії. Натхненний ралі Париж-Дакар, Fusil запропонував розширену гонку в експедиційному стилі, у якій учасники покладатимуться на власні сили та здібності для подолання великої та складної місцевості. Перегони включали всі сучасні елементи пригодницьких перегонів, включаючи змішані команди, які змагалися в багатоденній гонці на 400+ миль. Спираючись на концепцію Fusil, у 1991 році відбувся перший Південний траверс.
На початку 1990-х років Марк Бернетт прочитав статтю Los Angeles Times про Raid Gauloises і отримав натхнення взяти участь у змаганнях і перенести гонку в США та рекламувати гонку як головну телевізійну спортивну подію. У 1995 році, після придбання прав у Джеральда Фузіла, Марк Бернетт запустив першу гонку «Eco-Challenge». Бернетт популяризував цей захід за допомогою фільмів, які отримали нагороду «Еммі», зокрема, завдяки роботі Майка Сірса над створенням фільмів для перших двох подій. Остання гонка Eco-Challenge у цьому форматі відбулася в 2002 році, після чого Бернетт зосередився на створенні таких телевізійних реаліті-шоу, як Survivor, Contender та Apprentice. Саме під час цих змагань з'явився термін «пригодницька гонка», який запропонував журналіст і письменник Мартін Дугард для позначення класу змагань, до яких належали Raid і Eco-Challenge.

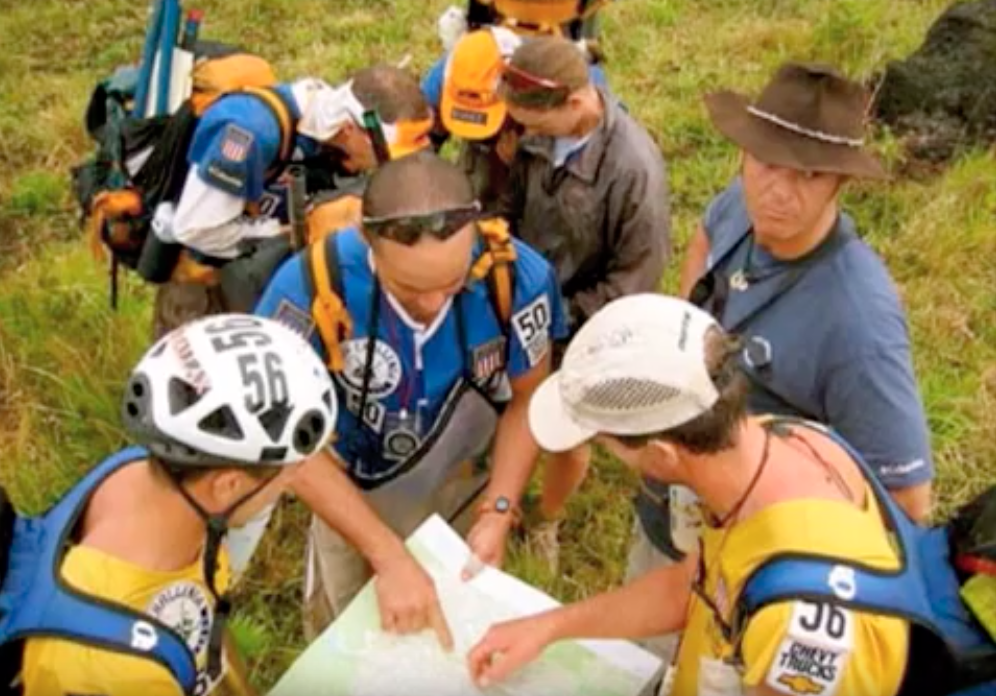
Ян Адамсон і Марк Бернетт на Eco-Challenge Fiji 2002

Асоціація пригодницьких перегонів США (USARA) була заснована у 1998 році як перший «національний керівний орган» для цього виду спорту. Її створення було зумовлене необхідністю впровадження стандартів безпеки, страхування та сприяння розвитку пригодницьких перегонів у Сполучених Штатах. USARA впровадила національні рейтинги, організувала національний чемпіонат і запровадила екологічні стандарти, що додало вагомі переваги та сприяло популяризації цього виду спорту.
У 2000 році перший національний чемпіонат Асоціації пригодницьких гонок Сполучених Штатів відбувся в Кернвіллі, Каліфорнія. Національний чемпіонат USARA зазвичай проводиться в перші вихідні жовтня і вважається головною пригодницькою гонкою в США. Національний чемпіонат США з пригодницьких перегонів триває щороку, збираючи найкращі команди США, щоб отримати шанс отримати звання національного чемпіона. Чемпіон національної серії за очками також нагороджується на національному чемпіонаті.
У 2001 році перший Чемпіонат світу відбувся в Швейцарії, і команда Nokia Adventure перетнула фінішну пряму першою. Концепція чемпіонату світу залишалася бездіяльною, доки її не відновили у 2004 році, коли канадський Raid the North Extreme став подією Чемпіонату світу AR у Ньюфаундленді та Лабрадорі. Відтоді щороку проводяться Всесвітня серія пригодницьких перегонів і її головна подія — Чемпіонат світу з доповненою реальністю. Чемпіонат світу 2013 року відбувся в Коста-Ріці, 2014 року в Еквадорі, 2015 року в Бразилії, 2016 року в Австралії, 2017 року в США і 2018 року біля узбережжя Африки на острові Реюньйон.

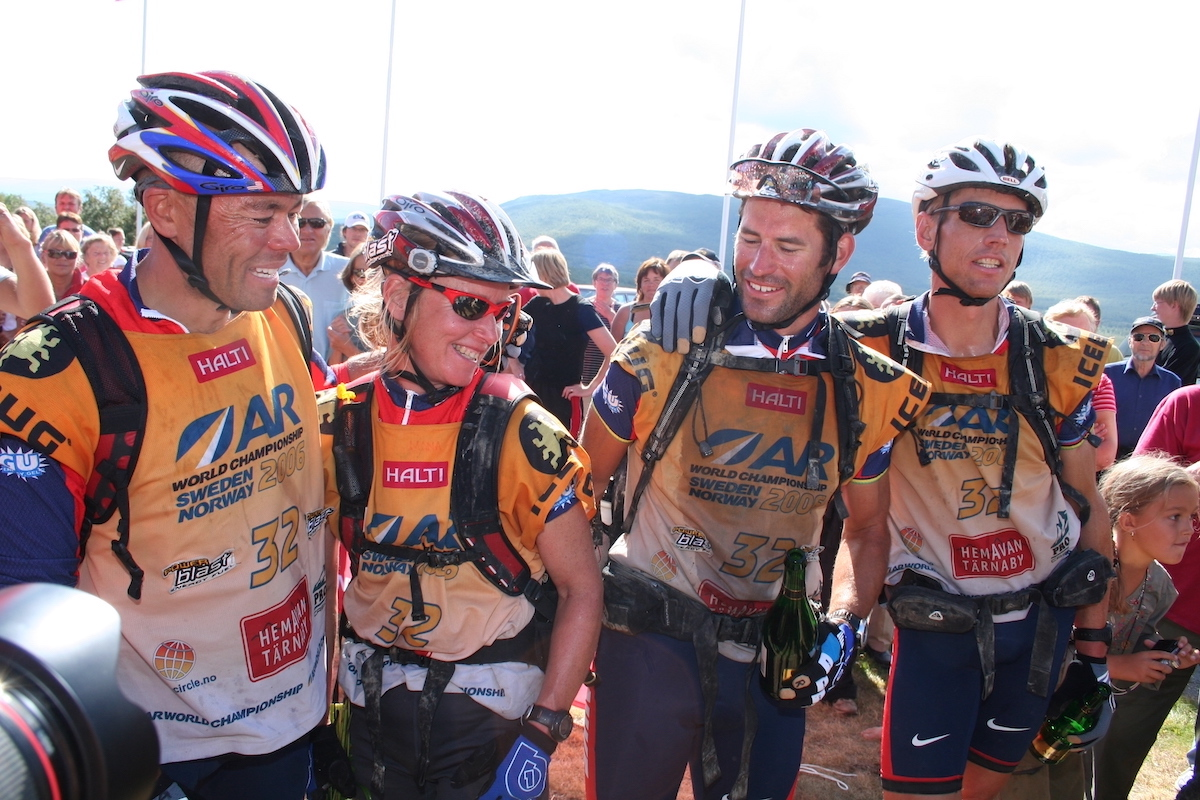
Чемпіони світу з пригодницьких перегонів 2006 року Ян Адамсон, Монік Меррілл, Річард Ашер, Дейв Вінс

У 2004 році професійний геолог Степан Павичич організував першу Патагонську експедиційну гонку на нижній частині американського континенту, на чилійській Вогняній Землі. Дійсно складні маршрути по пересіченій місцевості, кількість яких часто перевищує 600 км незабаром зробили його відомим як «остання дика гонка».
У 2010 році Німецька серія пригодницьких гонок вперше відбулася в трьох різних місцях по всій Німеччині. З тих пір популярність цього виду спорту в Німеччині зростає з кожним роком. До серії приєдналося більше перегонів і місць, а кількість учасників зростає з року в рік. Учасники можуть стартувати у двох командах (чоловічих, жіночих або змішаних) у категоріях Master (15–20 год), Challenger (8–10 год) або Beginner (4–6 год).
У 2010 році в Австралії була заснована компанія Adventure Junkie. Він сформував низовий рух, щоб сприяти популяризації та розширенню пригодницьких перегонів в Австралії. Вони розпочали серію коротких спринтерських гонок і більш довгих змагань у стилі експедиції до 48-годинних змагань.
У 2012 році командувач Королівського флоту Форер організував першу гонку з навігаційної дисципліни «море-земля» Solent Amphibious Challenge. Перегони вимагали, щоб учасники розділилися між вітрильним спортом, бігом і велосипедом у частинах гонки та рандеву в кінці та пропливли на яхті до фінішу.
У грудні 2017 року в Сполучених Штатах був запущений Adventure Racing Cooperative (ARC). Він був створений у масовому русі, щоб сприяти просуванню та розширенню пригодницьких перегонів у Сполучених Штатах. ARC є некомерційною компанією 501(c)(3).
У червні 2018 року Eco-Challenge оголосив про перезапуск у 2019 році за участю Беара Ґріллса та оригінальної команди
У грудні 2018 року запустив Warrior Adventure Racing у США та став однією з найбільших груп подій у світі з такими пригодницькими гонками, як знамениті «Sea to Sea Expedition Race» у Флориді, Експедиції на Алясці та Експедиції в Колорадо.

## Типи перегонів

### Довжини
- 12-годинна: 6-12-годинна гонка з обмеженою навігацією та орієнтуванням.
- 24-години: перегони тривають від 18 до 30+ годин, як правило, з використанням навігації на основі UTM (Універсального поперечного Меркатора). Часто залучаються основні роботи з мотузками (наприклад, траверси або спуски). Для 24-годинних і довших перегонів учасники мали залучати екіпаж підтримки для транспортування спорядження з місця на місце. Більшість перегонів сьогодні не допускають допоміжних екіпажів, організатори перегонів перевозять спорядження до призначених контрольно-пропускних пунктів для гонщиків.
- Експедиція: перегони тривалістю від трьох до 11 днів (або довше), які включають усі виклики багатоденних перегонів, але часто з додатковими дисциплінами (наприклад, верхова їзда, незвичайні веслування, інтенсивний альпінізм і робота на мотузці).
- Кілька днів: гонка тривалістю 36–48+ годин, що передбачає розширену навігацію та вибір маршруту; вагомим фактором стає депривація сну.
- Спринт: як правило, це гонка тривалістю від двох до шести годин, яка включає мінімальну навігацію та іноді включає ігри чи спеціальні тести на спритність чи хитрість.
- Поетапна багатоденна: кілька 2-5 днів різної тривалості, але щовечора час перегонів зупиняється, і учасники можуть відновитися та виспатися.

### Дисципліни

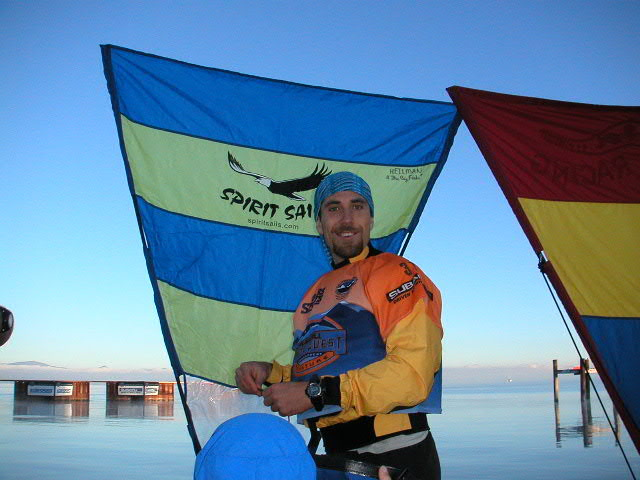
Встановлення вітрила на байдарці перед початком Primal Quest 2003

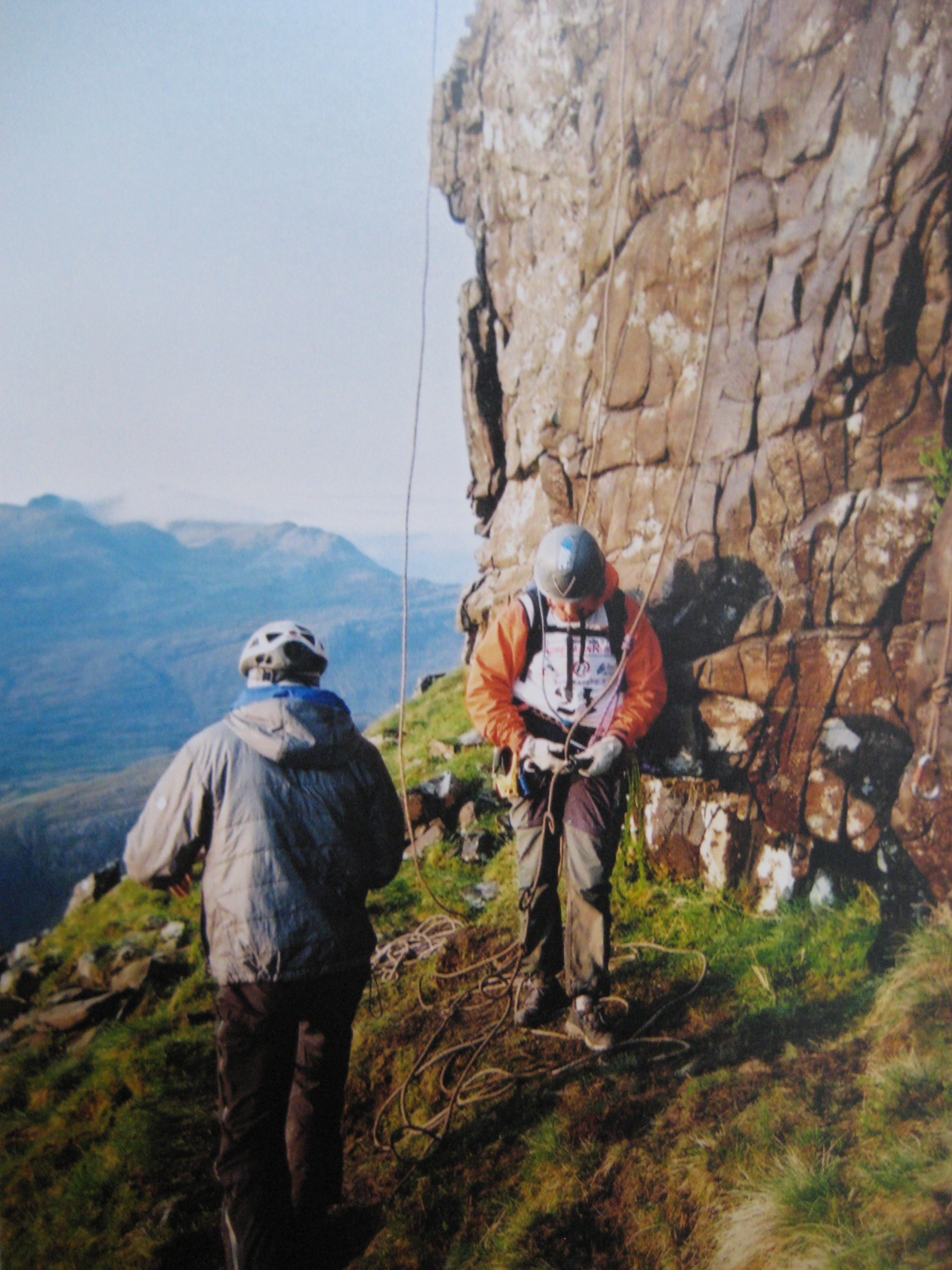
Підготовка до секції скелелазіння на пригодницькій гонці (Adrenaline Rush) у Шотландії

Більшість пригодницьких перегонів включають біг по трасі, катання на гірських велосипедах і веслування. Навігація та робота з мотузкою також представлені у всіх перегонах, крім найкоротших. Перегони часто включають:
- В'ючні звірі: Коні та верблюди;
- Ловля повітря: парапланеризм, дельтапланеризм;
- Місцевість, що покриває: орієнтування на місцевості, альпінізм, гірський спорт, спелеологія, плавання, каньйонінг, катання на річці;
- Розучування мотузок: підйом; спуски, траверси (в т.ч. зіп-лайнами).
- Веслування: байдарки, каное, аутриггери, рафти та тюбінги;
- Подорожі на колесах: гірські велосипеди, самокати, роликові ковзани, роликові ковзани;

## Подальше читання
- Пригодницькі перегони Жака Маре та Лізи де Спевіль.ISBN 0-7360-5911-3ISBN 0-7360-5911-3
- Adventure Racing: The Ultimate Guide від Ліз Колдуелл і Баррі Сіффа.ISBN 1-884737-90-0ISBN 1-884737-90-0
- Runner's World Guide to Adventure Racing: How to Become a Successful Racer and Adventure Athlete (Runners World) від Яна Адамсона .ISBN 1-57954-836-9ISBN 1-57954-836-9
- Squiggly Lines: Map and Compass Навігація з акцентом на пригодницькі гонки та рогейн Марк ЛаттанціISBN 978-0-473-38677-1
- Вижити в найважчій гонці на Землі Мартін Дугард.ISBN 0-07-135821-8ISBN 0-07-135821-8
- Повний посібник із пригодницьких перегонів: Інсайдерський посібник із найкращого спорту на Землі Дона Манна та Кара Шаад.ISBN 1-57826-064-7ISBN 1-57826-064-7